# Daily Graphic (Ghana)
Le Daily Graphic est un quotidien public ghanéen publié à Accra, au Ghana.

## Histoire
Le journal est créé avec le Sunday Mirror en 1950 par Cecil King du London Daily Mirror Group. Tiré à 100 000 exemplaires, le Graphic est le quotidien le plus lu du pays,. Un journaliste en particulier, Fredrick Botchway, est rapidement promu rédacteur en chef au milieu des années 1950. Le journal voit de nombreux rédacteurs en chef remplacés au cours de son histoire, en particulier après l'indépendance, après une série de coups d'État militaires successifs qui ont entraîné le limogeage des rédacteurs en chef qui s'opposaient aux politiques gouvernementales En 1979, le journal est rebaptisé People's Daily Graphic sous Jerry Rawlings pendant quelques années pour « rappeler aux gens qu'il leur appartient ».
En tant que journal appartenant à l'État, il couvre régulièrement le gouvernement sous un jour favorable, détaillant et encourageant l'unité nationale et la politique gouvernementale. Dans le Ghana colonial sous domination britannique, le journal, qui était composé de Ghanéens locaux, reçoit un important financement gouvernemental des banques britanniques, ce qui conduit à sa forte diffusion et à la sensibilisation des Ghanéens ordinaires aux événements, plus que les journaux appartenant à des Ghanéens.
Le journal, propriété de Graphic Communications Group Limited,, imprime également deux journaux de divertissement hebdomadaires, à savoir The Mirror et Graphic Showbiz. Graphic Sports, l'actualité sportive la plus lue au Ghana, est également un produit de l'entreprise. La société publie également le Junior Graphic, destiné à un public plus jeune, le Graphic Business, un journal économique et financier, le Graphic Advertiser, un journal d'annonces gratuites, et le Nsɛmpa, un hebdomadaire régional pour la région d'Ashanti.
L'autre journal public du Ghana est le Ghanaian Times. Graphic Nsempa a été abandonné et la société a relancé son site Web d'actualités Graphic Online en 2012 et il fait actuellement partie des cinq meilleurs sites Web d'actualités du pays selon Alexa.